# Victor Guétin

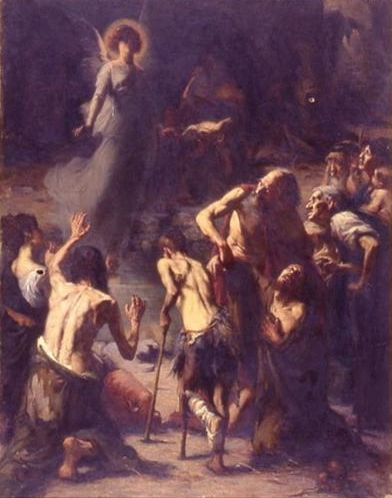
La piscine de Betsaïda, 1898, musée de Vendôme

Victor Oscar Nicolas Guétin (né à Saint-Denis le 17 mars 1872, mort à Sannois  le 1er novembre 1916), est un peintre français du début du XXe siècle.
Entré à l'école des Beaux-Arts de Paris en 1889, il est l'élève de Jules Lefebvre, Benjamin-Constant et Tony Robert-Fleury. Il participe dès 1898 aux concours organisés par l'école, notamment le prestigieux Prix de Rome, avec La piscine de Bethsaïda (Vendôme, musée municipal) pour lequel il obtient un « deuxième second grand prix ». Il obtient un premier second grand prix l'année suivante avec Hercule entre le Vice et la Vertu, mais ne sera lauréat du Prix de Rome qu'en 1902 avec La résurrection de la fille de Jaïre. Ce prix lui permet de séjourner à la Villa Médicis à Rome, pour une durée réduite à trois ans. Il envoie plusieurs compositions à Paris, en tant qu'envois réglementaires. 
Il expose au Salon des Artistes français dès 1898, date à laquelle il reçoit une mention honorable pour ses tableaux Dans un grenier et Enterrement dans une mosquée au Caire. Il obtient une médaille de troisième classe en 1902 avec un Saint Vincent de Paul, et une médaille de deuxième classe en 1908 pour En famille. Il obtient également le prix Jean-Jacques Henner en 1909 pour sa toile "Après le bain". 
Victor Guétin sert aussi de modèle pour son ami Adolphe Déchenaud  (1868-1928) pour son tableau "Les trois amis" actuellement exposé au musée des Beaux-arts de Rouen. 
Il meurt prématurément, à 44 ans, des suites d'une maladie contractée durant sa mobilisation sur le front, pendant la première guerre mondiale.

## Liste des peintures
- Dans un grenier, 1898, localisation actuelle inconnue
- Enterrement dans une mosquée au Caire, 1898, localisation actuelle inconnue
- La piscine de Bethsaïda, 1898, Vendôme, musée municipal
- Figure peinte, 1899, Paris, école nationale supérieure des Beaux-Arts
- Travée décorée d'une salle des fêtes, 1899, Paris, école nationale supérieure des Beaux-Arts
- Hercule entre le Vice et la Vertu, 1899, Charleville-Mézières, musée du Vieux Moulin
- Un spartiate montre à ses fils un ilote ivre, 1900, localisation actuelle inconnue
- Jésus guérissant les infirmes, 1901, localisation actuelle inconnue
- Torse (demi-figure peinte), 1902, Paris, école nationale supérieure des Beaux-Arts
- Saint Vincent de Paul, 1902, localisation actuelle inconnue
- La résurrection de la fille de Jaïre, 1902, Paris, école nationale supérieure des Beaux-Arts
- Confiance, 1904, localisation actuelle inconnue
- L'exposition du corps de san Bernardino (d'après Pinturicchio), 1905, Paris, école nationale supérieure des Beaux-Arts
- Le Sage, 1905, localisation actuelle inconnue
- Bergers et paysans des Abruzzes, triptyque, 1906, Puteaux, centre national des arts plastiques
- En famille, 1908, Chantilly, musée Condé
- Après le bain, 1909, localisation actuelle inconnue
- Dans les rochers, 1911, localisation actuelle inconnue
- Le vieux charretier, 1913, Puteaux, centre national des arts plastiques
- La toilette, vers 1916, Alençon, préfecture de l'Orne
- Marchand devant son échoppe, localisation actuelle inconnue
- Le jeune bédouin[1], localisation actuelle inconnue
- Le vieil homme lisant son journal, localisation actuelle inconnue